# Kocia szajka
Kocia Szajka – seria książek detektywistycznych dla dzieci autorstwa Agaty Romaniuk, zilustrowana przez Malwinę Hajduk, wydawana od 2021 roku przez Wydawnictwo Agora. Głównymi bohaterami są antropomorficzne koty-detektywi działające w Cieszynie, rozwiązujące zagadki kryminalne w lekkiej, humorystycznej konwencji.
Seria zdobyła popularność dzięki oryginalnym postaciom, lokalnemu kolorytowi i atrakcyjnej oprawie graficznej. Książki były nominowane m.in. do Nagrody Literackiej im. Kornela Makuszyńskiego oraz wpisane na Listę Skarbów Muzeum Książki Dziecięcej. W 2025 roku ogłoszono zakup praw do uniwersum Kociej Szajki przez Studio Filmów Rysunkowych z Bielska-Białej oraz rozpoczęcie prac nad serialem animowanym na jej podstawie.
W skład serii wchodzą m.in. następujące tytuły:
- Kocia Szajka i zagadka zniknięcia śledzi,
- Kocia Szajka i ucho różowego jelenia,
- Kocia Szajka i napad na moście,
- Kocia Szajka i duchy w teatrze,
- Kocia Szajka i fałszerze pierników,
- Kocia Szajka i klątwa starego kina,
- Kocia Szajka i gondola przemytników,
- Kocia Szajka i zaginione bajki[3].